# ال گیبرگر
ال گیبرگر (انگلیسی: Al Geiberger؛ زادهٔ ۱ سپتامبر ۱۹۳۷) یک گلف‌باز است.